# Wiersz poleceń

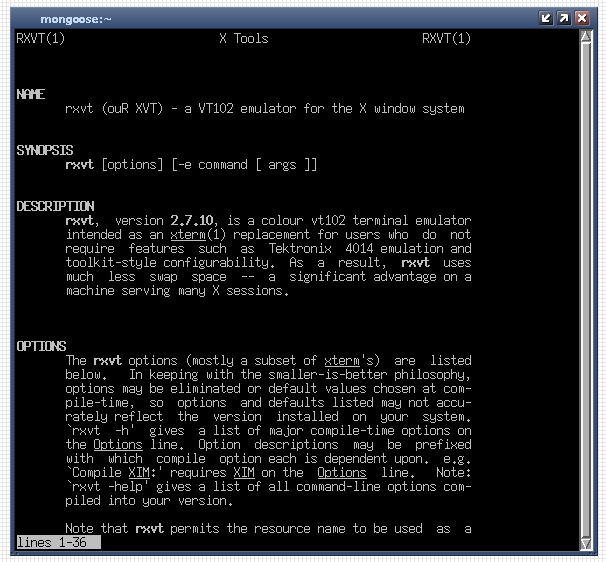
Rxvt

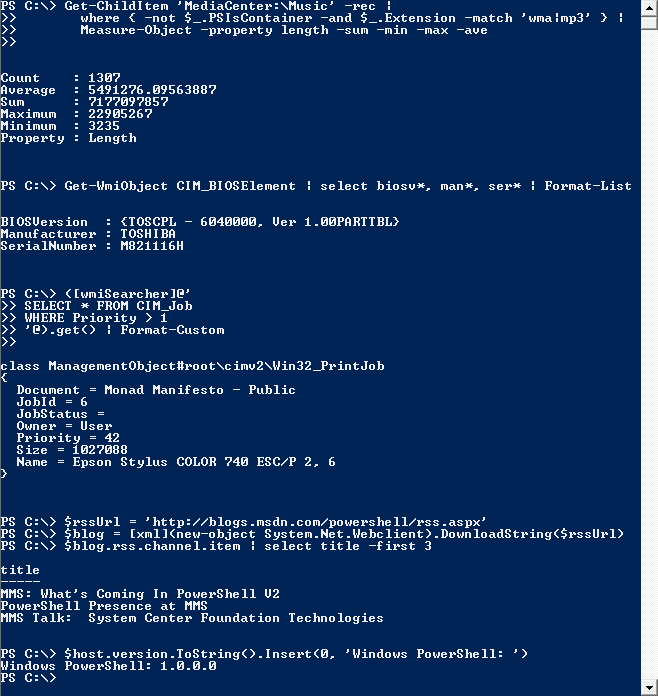
Windows PowerShell

Wiersz poleceń (ang. command-line interface, CLI) – interfejs programu komputerowego w powłoce systemu, umożliwiający interaktywny dostęp do funkcji lub usług systemu operacyjnego. Program, który obsługuje interfejs, nazywany jest command-line interpreter lub command-line processor. Można otworzyć go przez wpisanie w funkcji uruchom polecenia cmd (Windows XP) lub wprowadzenie w funkcji wyszukaj programy i pliki nazwy cmd.exe (Windows 7).
Obecnie wielu użytkowników polega na graficznych interfejsach użytkownika i interakcjach opartych na menu. Jednak niektóre zadania programistyczne i konserwacyjne mogą nie mieć graficznego interfejsu użytkownika i mogą korzystać jedynie z wiersza poleceń.

## Zasada działania
Kontrola komputera poprzez wiersz poleceń sprowadza się do wydawania poleceń ze ściśle określonego zestawu i określonej składni. Polecenia najczęściej wpisywane są z klawiatury lub zapisane są w skryptach.
Programy komputerowe umożliwiające tego rodzaju pracę nazywane są często interpreterami. Przykładami są tutaj rozmaite programy powłoki systemów UNIX, Linux i DOS, jak i program gnuplot służący do tworzenia wykresów funkcji. Również zaawansowany program wspomagania projektowania AutoCAD oferuje pracę w trybie wiersza poleceń.
Polecenia dla komputera wydawane w wierszu poleceń mają z reguły następującą postać:
```
zrób_coś  w_sposób  w_stosunku_do_czegoś
```

lub
```
zrób_coś  w_sposób < plik_wejściowy > plik_wyjściowy
```

choć oczywiście nie są to jedyne formy.
zrób_coś jest nazwą polecenia i na ogół ma formę czasownika lub skrótu od czasownika. Przykładem są tu polecenia mv (ang. move), cp (ang. copy) systemu UNIX i copy oraz move systemu DOS.
w_sposób to człon określający, jak dane polecenie ma być wykonane – np., czy system ma informować o ewentualnych błędach wykonania polecenia czy nie. Człon ten realizowany jest jako tzw. opcje polecenia.
Znaki '<' w drugim przykładzie to znak przekierowania, informujący system operacyjny (dokładniej, jego powłokę), że dane dla polecenia mają być pobierane z innego miejsca niż domyślne (tu z pliku_wejściowego). Podobnie, znak '>' informuje system operacyjny, że wyniki polecenia mają być skierowane w inne miejsce niż domyślne (konkretnie: do pliku_wyjściowego). Symbole te, wraz z dodatkowym znakiem '|', są w systemie UNIX częścią potężnego mechanizmu filtrów i potoków.